# Hakata-ku (Fukuoka)
Hakata-ku (博多区 Hakata-ku?) es uno de los siete barrios de la ciudad de Fukuoka, Japón. Hasta el 1 de agosto de 2011 tenía una población estimada de 215.403 habitantes y una densidad de 6,840 personas por kilómetro cuadrado. La superficie total del barrio es de 31,47 km².